# Wytok (województwo zachodniopomorskie)
Wytok – wieś sołecka w Polsce położona w województwie zachodniopomorskim, w powiecie gryfickim, w gminie Płoty.
We wsi znajduje się kościół filialny pw. Niepokalanego Serca Najświętszej Maryi Panny, należący do parafii w Mechowie.
W latach 1975–1998 miejscowość administracyjnie należała do województwa szczecińskiego.
W 2002 roku wieś liczyła 36 mieszkalnych budynków, w nich 38 mieszkań ogółem, z nich 37 zamieszkane stale. Z 39 mieszkań zamieszkanych 38 mieszkań wybudowany między 1918 a 1944 rokiem i 1 — między 1971 a 1978.
Od 167 osób 66 było w wieku przedprodukcyjnym, 61 — w wieku produkcyjnym mobilnym, 26 — w wieku produkcyjnym niemobilnym, 14 — w wieku poprodukcyjnym. Od 117 osób w wieku 13 lat i więcej 2 mieli wykształcenie wyższe, 31 — średnie, 15 — zasadnicze zawodowe, 68 — podstawowe ukończone i 1 — podstawowe nieukończone lub bez wykształcenia.

## Ludność[2]
W 2011 roku w miejscowości żyło 176 osób, z nich 94 mężczyzn i 82 kobiet; 59 było w wieku przedprodukcyjnym, 77 — w wieku produkcyjnym mobilnym, 28 — w wieku produkcyjnym niemobilnym, 12 — w wieku poprodukcyjnym.